# Teorema (brano musicale)
Teorema è un brano musicale eseguito (nella versione originale portata al successo) dal cantante italiano Marco Ferradini, tratto dal Qdisc Schiavo senza catene del 1981.
Fu composto da Herbert Pagani (testo) e dallo stesso Marco Ferradini (musica).

## Contenuto
Il brano descrive l'esperienza di un uomo, evidentemente reduce da una delusione sentimentale particolarmente forte, il quale riflette, "da uomo ferito", su come bisognerebbe in realtà comportarsi, con la propria donna o con la donna che si desidera, per ottenere il suo amore. La voce narrante afferma di ritenere che, se si adotta un comportamento troppo affettuoso, caloroso o romantico, ciò si rivelerà deleterio in un rapporto; al contrario,
così si avrà successo e si riuscirà a conquistarla. 
Il testo conclude con l'intervento di una seconda "voce narrante" che contraddice quanto detto finora, dicendo che il primo narratore parlava così solo a causa del fallimento del suo rapporto amoroso, e che non c'è in realtà una legge universale che indichi come comportarsi nei legami affettivi, a parte l'essere sé stessi:
Il brano è in tonalità minore e in 4/4. È composto da tre strofe e da una coda finale.
Mina registrò una versione del brano sul suo album del 1993, dal titolo Lochness.
La canzone è citata in Chiedimi se sono felice di Aldo, Giovanni e Giacomo ed è stata riproposta come parodia da Tony Tammaro e dai Gem Boy.
Il pezzo è stato reinterpretato da Ivana Spagna nel suo album La nostra canzone (2001), da cui fu estratto come secondo singolo (doppio lato A con il brano Eloise).